# Équipe d'Algérie de football en 1980
L'équipe d'Algérie de football participe lors de cette année à la Coupe d'Afrique des nations 1980 organisée au Nigeria, aux éliminatoires de la Coupe du monde de football 1982 ainsi qu'aux Jeux olympiques d'été de 1980 organisés en Union soviétique. L'équipe d'Algérie est entraînée par Zdravko Rajkov et Mahieddine Khalef.

## Les matchs
| Date             | Stade, Ville, Pays                           | Adversaire         | Score          | Comp | Buteurs algériens                                                |
| 9 mars 1980      | Liberty Stadium Ibadan, Nigeria              | Ghana              | 0 - 0          | CAN  |                                                                  |
| 13 mars 1980     | Liberty Stadium Ibadan, Nigeria              | Maroc              | 1 - 0          | CAN  | Belloumi 90e                                                     |
| 16 mars 1980     | Liberty Stadium Ibadan, Nigeria              | Guinée             | 3 - 2          | CAN  | Bensaoula 12e 49e, Belloumi 37e                                  |
| 19 mars 1980     | Liberty Stadium Ibadan, Nigeria              | Égypte             | 2 - 2 4 - 2tab | CAN  | Assad 55e, Benmiloudi 62e                                        |
| 22 mars 1980     | Surelere Stadium Lagos, Nigeria              | Nigeria            | 0 - 3          | CAN  |                                                                  |
| 13 juin 1980     | Siaka Stevens Stadium Freetown, Sierra Leone | Sierra Leone       | 2 - 2          | QCM  | Bensaoula 72e, Belloumi 85e                                      |
| 20 juillet 1980  | Stade du 19 juin Oran, Algérie               | Sierra Leone       | 3 - 1          | QCM  | Fergani 42e, Bensaoula 47e, Madjer 78e                           |
| 20 juillet 1980  | Dinamo Stadium Minsk, Union soviétique       | Syrie              | 3 - 0          | JO   | Belloumi 36e, Madjer 48e, Merzekane 73e (pen.)                   |
| 22 juillet 1980  | Republican Stadium Kiev, Union soviétique    | Allemagne de l'Est | 0 - 1          | JO   |                                                                  |
| 24 juillet 1980  | Dinamo Stadium Minsk, Union soviétique       | Espagne            | 1 - 1          | JO   | Belloumi 63e                                                     |
| 27 juillet 1980  | Dinamo Stadium Minsk, Union soviétique       | Yougoslavie        | 0 - 3          | JO   |                                                                  |
| 19 novembre 1980 | Hutnik stadium Cracovie, Pologne             | Pologne            | 1 - 5          | A    | Ghrib 85e                                                        |
| 4 décembre 1980  | Stade du 17 juin Constantine, Algérie        | Chine              | 4 - 1          | A    | Ghrib M 23e, Bensaoula 30e, Kaci-Saïd M 64e, Gelouan Y 70e (csc) |
| 12 décembre 1980 | Stade du 17 juin Constantine, Algérie        | Soudan             | 2 - 0          | QCM  | Bensaoula 10e, Fergani 44e                                       |
| 28 décembre 1980 | City Stadium Khartoum, Soudan                | Soudan             | 1 - 1          | QCM  | Gamouh 67e                                                       |

## Coupe d'Afrique des nations de football 1980
La Coupe d'Afrique des nations de football 1980 démarre le 8 mars 1980 en Nigeria.

### Phase finale

#### 1ertour: Groupe B
| 9 mars 1980 | Ghana   | 0 – 0 | Algérie | Liberty Stadium, Ibadan                          |
|             |         |       |         | Spectateurs : 40 000 Arbitrage : Yousef El-Ghoul |
|             | Rapport |       |         |                                                  |

| 13 mars 1980 | Algérie        | 1 – 0 | Maroc | Liberty Stadium, Ibadan                    |                                            |
|              | Belloumi 90+1e |       |       | Spectateurs : 20 000 Arbitrage : Ali Dridi | Spectateurs : 20 000 Arbitrage : Ali Dridi |
|              | Rapport        |       |       | Spectateurs : 20 000 Arbitrage : Ali Dridi | Spectateurs : 20 000 Arbitrage : Ali Dridi |

| 16 mars 1980 | Algérie                          | 3 – 2 | Guinée                       | Liberty Stadium, Ibadan                         |                                                 |
|              | Bensaoula 12e 49e · Belloumi 37e |       | 82e Diawara · 90+1e Bangoura | Spectateurs : 20 000 Arbitrage : Idrissa Traoré | Spectateurs : 20 000 Arbitrage : Idrissa Traoré |
|              | Rapport                          |       |                              | Spectateurs : 20 000 Arbitrage : Idrissa Traoré | Spectateurs : 20 000 Arbitrage : Idrissa Traoré |

| Place | Équipe  | Pts | J | V | N | D | Buts + | Buts - | Diff. |
| 1re   | Algérie | 5   | 3 | 2 | 1 | 0 | 4      | 2      | +2    |
| 2e    | Maroc   | 3   | 3 | 1 | 1 | 1 | 2      | 2      | 0     |
| 3e    | Ghana   | 3   | 3 | 1 | 1 | 1 | 1      | 1      | 0     |
| 4e    | Guinée  | 1   | 3 | 0 | 1 | 2 | 3      | 5      | -2    |

#### Demi-finale
| 19 mars 1980                                     | Algérie                           | 2 – 2                                | Égypte                       | Liberty Stadium, Ibadan                                   |                                                           |
|                                                  | Assad 55e (pen.) · Benmiloudi 62e |                                      | 32e El Khatib · 47e El Sayed | Spectateurs : 5 000 Arbitrage : Théophile Lawson-Hétchéli | Spectateurs : 5 000 Arbitrage : Théophile Lawson-Hétchéli |
|                                                  | Rapport                           |                                      |                              | Spectateurs : 5 000 Arbitrage : Théophile Lawson-Hétchéli | Spectateurs : 5 000 Arbitrage : Théophile Lawson-Hétchéli |
| Belloumi · Fergani · Khedis ? · Larbès ? · Assad | Tirs au but 4 - 2                 | Shehata · Mokhtar · El Khatib · Amer |                              | Spectateurs : 5 000 Arbitrage : Théophile Lawson-Hétchéli | Spectateurs : 5 000 Arbitrage : Théophile Lawson-Hétchéli |

#### Finale
| 22 mars 1980 | Nigeria                     | 3 – 0 | Algérie | Surulere Stadium, Lagos                             |                                                     |
|              | Odegbami 2e 42e · Lawal 50e |       |         | Spectateurs : 85 000 Arbitrage : Gebreyesus Tesfaye | Spectateurs : 85 000 Arbitrage : Gebreyesus Tesfaye |
|              | Rapport                     |       |         | Spectateurs : 85 000 Arbitrage : Gebreyesus Tesfaye | Spectateurs : 85 000 Arbitrage : Gebreyesus Tesfaye |

## Jeux olympiques d'été 1980

### Phase de groupes: Groupe C
| Rang | Équipe             | Pts | J | G | N | P | Bp | Bc | Diff |
| ---- | ------------------ | --- | - | - | - | - | -- | -- | ---- |
| 1    | Allemagne de l'Est | 5   | 3 | 2 | 1 | 0 | 7  | 1  | +6   |
| 2    | Algérie            | 3   | 3 | 1 | 1 | 1 | 4  | 2  | +2   |
| 3    | Espagne            | 3   | 3 | 0 | 3 | 0 | 2  | 2  | 0    |
| 4    | Syrie              | 1   | 3 | 0 | 1 | 2 | 0  | 8  | -8   |

| 20 juillet 1980 | Algérie                                          | 3–0 | Syrie | Dinamo Stadium, Minsk        |                              |
| 12:00           | Belloumi 36e · Madjer 48e · Merzekane 73e (pen.) |     |       | Arbitrage : Vojtěch Christov | Arbitrage : Vojtěch Christov |
| 12:00           | Rapport                                          |     |       | Arbitrage : Vojtěch Christov | Arbitrage : Vojtěch Christov |

| 22 juillet 1980 | Allemagne de l'Est | 1–0 | Algérie | Republican Stadium, Kiev                              |                                                       |
| 12:00           | Terletzki 61e      |     |         | Spectateurs : 70 000 Arbitrage : Romualdo Arppi Filho | Spectateurs : 70 000 Arbitrage : Romualdo Arppi Filho |
| 12:00           | Rapport            |     |         | Spectateurs : 70 000 Arbitrage : Romualdo Arppi Filho | Spectateurs : 70 000 Arbitrage : Romualdo Arppi Filho |

| 24 juillet 1980 | Espagne    | 1–1 | Algérie      | Dinamo Stadium, Minsk       |                             |
| 12:00           | Rincón 38e |     | 63e Belloumi | Arbitrage : Eldar Azim Zade | Arbitrage : Eldar Azim Zade |
| 12:00           | Rapport    |     |              | Arbitrage : Eldar Azim Zade | Arbitrage : Eldar Azim Zade |

### Phase finale

#### Quarts de finale
| 27 juillet 1980 | Yougoslavie                                   | 3–0 | Algérie | Dinamo Stadium, Minsk       |                             |
| 12:00           | Miročević 5e · Šestić 19e · Zoran Vujović 70e |     |         | Arbitrage : Klaus Scheurell | Arbitrage : Klaus Scheurell |
| 12:00           | Rapport                                       |     |         | Arbitrage : Klaus Scheurell | Arbitrage : Klaus Scheurell |

## Les matchs
Légende: A : Match amical / QCM : Tours préliminaires à la Coupe du monde de football 1982 / CAN : Coupe d'Afrique des nations de football 1980 / JO : Football aux Jeux olympiques d'été de 1980

### Bilan
| Rang | Équipe  | Pts | J  | G | N | P | Bp | Bc | Diff |
| ---- | ------- | --- | -- | - | - | - | -- | -- | ---- |
| #    | Algérie | 17  | 15 | 6 | 5 | 4 | 22 | 22 | 0    |